# Sedum forsterianum
Sedum forsterianum es una especie de plantas de la familia de las crasuláceas.

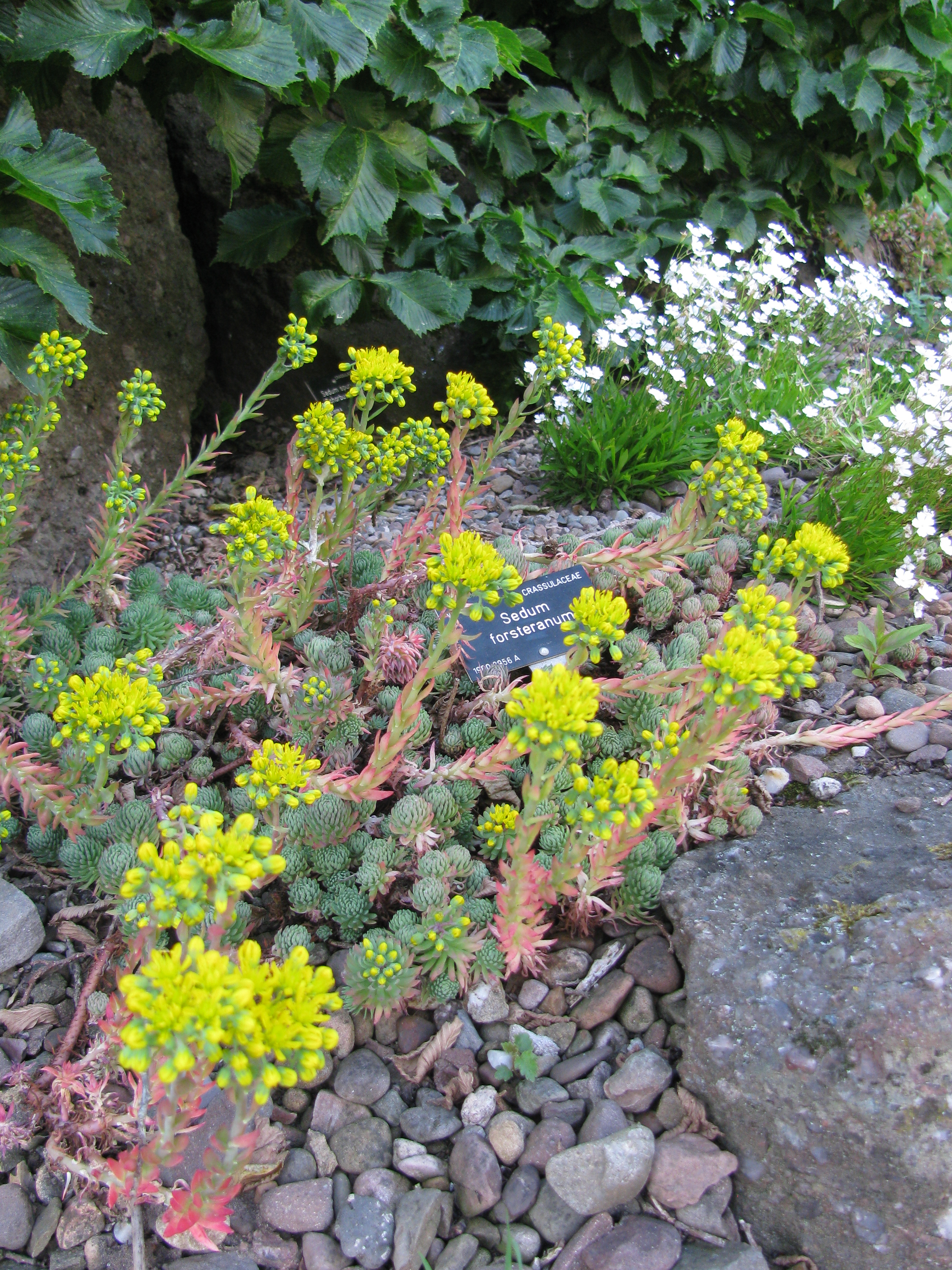
Sedum forsterianum en flor

## Descripción
Planta suculenta, de tallos entre 15-30 cm y hojas de 6-12 mm, que permanecen secas sobre el tallo, agudas casi planas, rojizas y poco carnosas. Las flores desde finales de primavera y en verano, tienen 5-6 pétalos amarillo intenso y estambres 10-12 muy visibles. Forman grupos densos, planoa por arriba (corimbos). Es parecida al sedo amarillo, pero distinguibles por sus racimos densos frente a los de aquel.

## Distribución y hábitat
En Bélgica, Gran Bretaña, Francia, España y Portugal.
Entre la vegetación de las repisas algo frescas de los roquedos y pedregales, en arenas y gleras, a menudo en lugares más húmedos que Sedum reflexum.

## Taxonomía
Sedum forsterianum fue descrita por (Sm.) in Sowerby y publicado en Engl. Bot. 26: t. 1802 1807.
Etimología
Ver: Sedum
forsterianum: epíteto latín en honor a Foster.
Citología
Números cromosomáticos de Sedum forsterianum  (Fam. Crassulaceae) y táxones infraespecificos: 2n=72;    2n=48, 60, 72.
Sinonimia
- Petrosedum forsterianum (Sm.) Grulich
- Petrosedum rupestre subsp. elegans (Lej.) Velayos
- Sedum aureum Wirtg. ex F.W.Schultz
- Sedum elegans Lej.
- Sedum forsterianum subsp. elegans (Lej.) E.F.Warb.
- Sedum reflexum var. aureum (Wirtg. ex Schultz) Jacobsen
- Sedum rupestre subsp. elegans (Lej.) Syme[5][6]

## Nombres comunes
- Castellano: hierba sanjuanera, romero de jardín, siempreviva menor, siempreviva menor macho, uga gato, uva canilla, uña de gato.[7]